# 杜比諾韋
48°8′1″N 30°16′49″E / 48.13361°N 30.28028°E
杜比諾韋（烏克蘭語：Дубинове）是位於烏克蘭西南部的村莊，由敖德萨州波季利斯克区的薩夫蘭市鎮負責管轄。該村始建於1724年，面積4.2平方公里，海拔高度100米，2001年人口1,216，人口密度每平方公里289.52人。